# Sylvain Arend
Pour les articles homonymes, voir Arend.
Sylvain Julien Victor Arend (6 août 1902 – 18 février 1992) était un astronome belge né à Robelmont (tout près de Virton) dans la province belge de Luxembourg. Son principal centre d'intérêt était l'astrométrie. Il travaillait à l'Observatoire royal de Belgique à Uccle.
Il découvrit avec Georges Roland la comète brillante C/1956 R1 (Arend-Roland). Il découvrit ou codécouvrit également les comètes périodiques 49P/Arend-Rigaux et 50P/Arend.
Il découvrit aussi Nova Scuti 1952.
Il découvrit de nombreux astéroïdes, dont l'astéroïde Amor (1916) Borée et l'astéroïde troyen (1583) Antiloque, ainsi que (1652) Hergé qui porte le nom d'Hergé, le créateur de Tintin.
L'astéroïde (1563) Noël est nommé d'après son fils, Emanuel Arend. L'astéroïde (1502) Arenda a été nommé en son honneur.

## Astéroïdes découverts
| (1127) Mimi          | 31 janvier 1929    |
| (1171) Rusthawelia   | 3 octobre 1930     |
| (1262) Sniadeckia    | 23 mars 1933       |
| (1263) Varsavia      | 23 mars 1933       |
| (1281) Jeanne        | 25 août 1933       |
| (1286) Banachiewicza | 25 août 1933       |
| (1287) Lorcia        | 25 août 1933       |
| (1313) Berne         | 24 août 1933       |
| (1314) Paula         | 16 septembre 1933  |
| (1315) Bronislawa    | 16 septembre 1933  |
| (1348) Michel        | 23 mars 1933       |
| (1352) Wawel         | 3 février 1935     |
| (1563) Noël          | 7 mars 1943        |
| (1565) Lemaître      | 25 novembre 1948   |
| (1570) Brunonie      | 9 octobre 1948     |
| (1573) Väisälä       | 27 octobre 1949    |
| (1576) Fabiola       | 30 septembre 1948  |
| (1579) Herrick       | 30 septembre 1948  |
| (1583) Antiloque     | 19 septembre 1950  |
| (1591) Baize         | 31 mai 1951        |
| (1592) Mathieu       | 1er juin 1951      |
| (1593) Fagnes        | 1er juin 1951      |
| (1613) Smiley        | 16 septembre 1950  |
| (1625) The NORC      | 1er septembre 1953 |
| (1633) Chimay        | 3 mars 1929        |
| (1639) Bower         | 12 septembre 1951  |
| (1640) Nemo          | 31 août 1951       |
| (1652) Hergé         | 9 août 1953        |
| (1683) Castafiore    | 19 septembre 1950  |
| (1717) Arlon         | 8 janvier 1954     |
| (1787) Chiny         | 19 septembre 1950  |
| (1887) Virton        | 5 octobre 1950     |
| (1916) Borée         | 1er septembre 1953 |
| (1969) Alain         | 3 février 1935     |
| (2084) Okayama       | 7 février 1935     |
| (2109) Dhotel        | 13 octobre 1950    |
| (2231) Durrell       | 21 septembre 1941  |
| (2265) Verbaandert   | 17 février 1950    |
| (2277) Moreau        | 18 février 1950    |
| (2455) Somville      | 5 octobre 1950     |
| (2513) Baetslé       | 19 septembre 1950  |
| (2538) Vanderlinden  | 30 octobre 1954    |
| (2642) Vésale        | 14 septembre 1961  |
| (2666) Gramme        | 8 octobre 1951     |
| (2689) Bruxelles     | 3 février 1935     |
| (2866) Hardy         | 7 octobre 1961     |
| (2973) Paola         | 10 janvier 1951    |
| (3228) Pire          | 8 février 1935     |
| (3346) Gerla         | 27 septembre 1951  |
| (3755) Lecointe      | 19 septembre 1950  |
| (3920) Aubignan      | 28 novembre 1948   |